# Liste des gratte-ciel de Sendai
Voici une liste des plus hauts gratte-ciel de Sendai, une ville située dans le nord du Japon. Depuis 1989 dix-neuf immeubles d'au moins  100 mètres de hauteur y ont été construits, la très grande majorité depuis les années 1990.

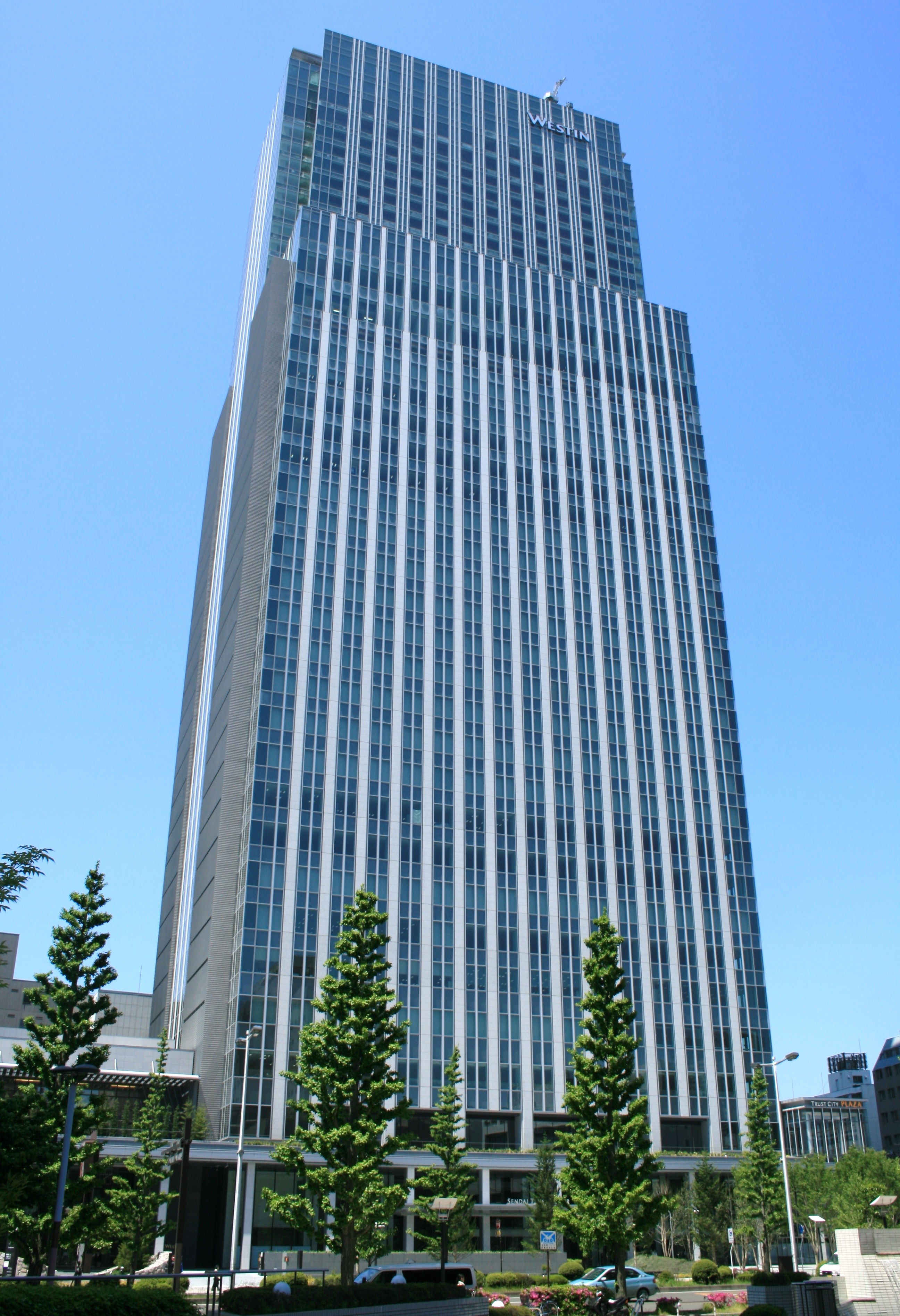
Sendai Trust Tower

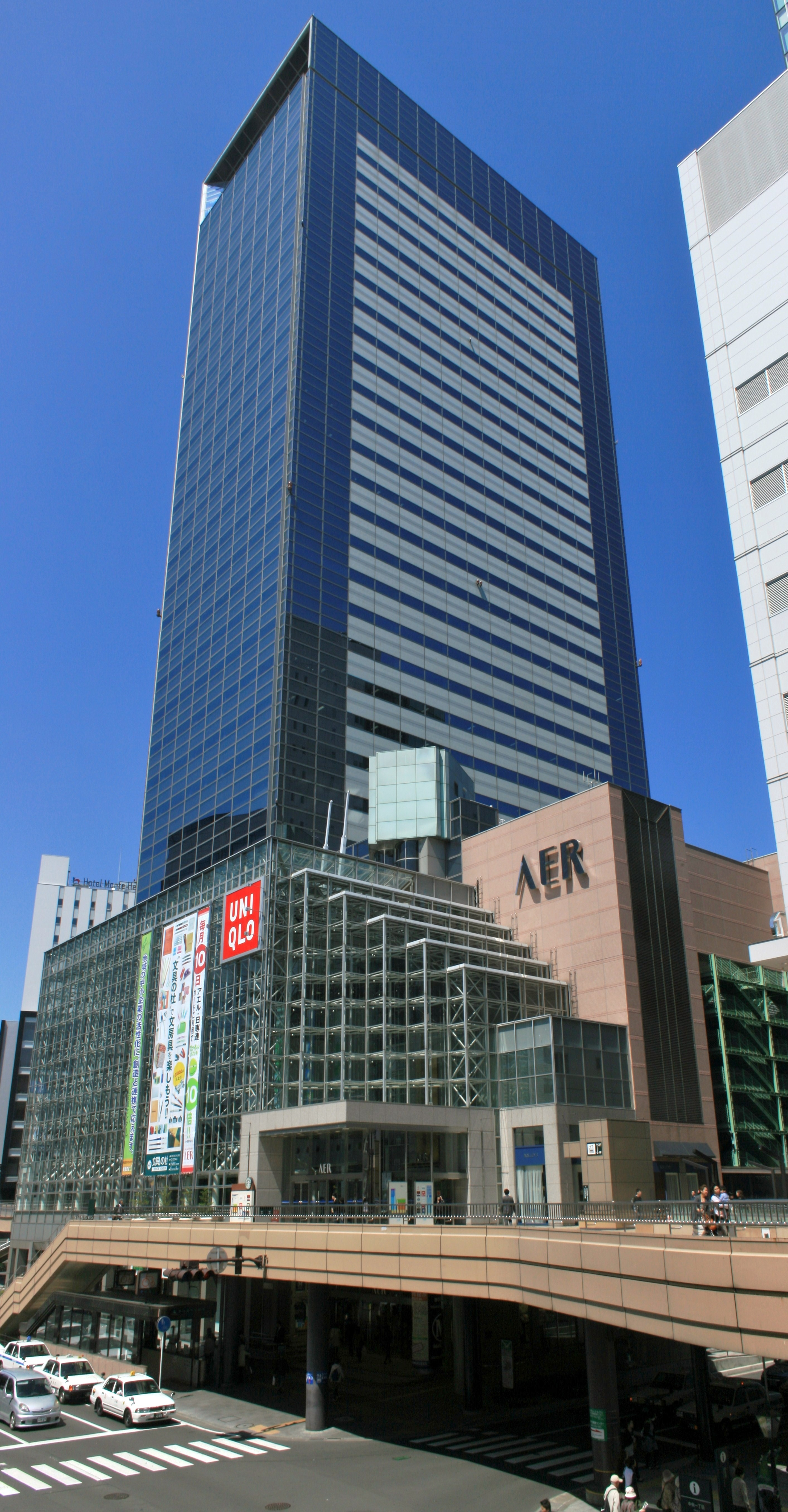
AERU

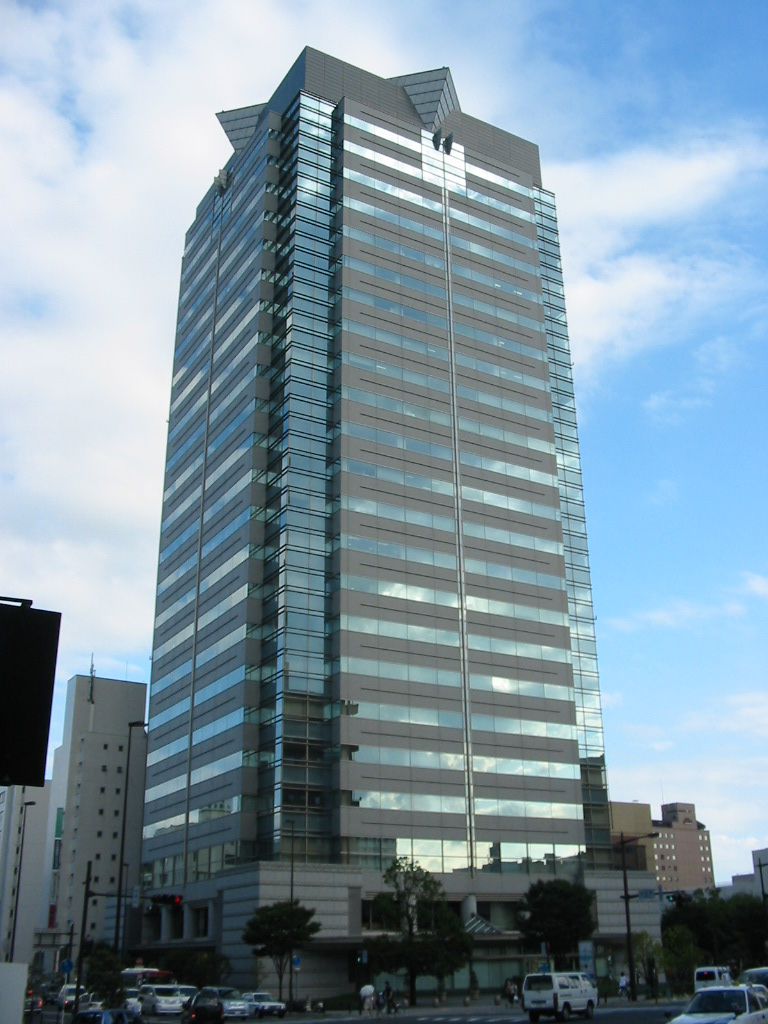
Kakyoin Square

En juin 2015 la liste des immeubles d'au moins 100 mètres de hauteur y est la suivante d'après Emporis, Skyscraperpage et le site japonais BLUE-STYLE
,,
| Rang | Nom                                  | Hauteur | Étages | Année |
| ---- | ------------------------------------ | ------- | ------ | ----- |
| 1    | Sendai Trust Tower                   | 180 m   | 37     | 2010  |
| 2    | Tohoku Denryoku Head Office          | 150 m   | 28     | 2004  |
| 3    | Sendai Energy Square Building        | 148 m   | 28     | 2002  |
| 4    | AERU                                 | 146 m   | 31     | 1998  |
| 5    | Sumitomo Seimei Sendai Chuo Building | 143 m   | 31     | 1989  |
| 5    | Sendai Cropps                        | 120 m   | 31     | 1999  |
| 7    | Lions Tower Sendai Nagamachi         | 114 m   | 31     | 1999  |
| 8    | Lions Tower Sendai Hirose            | 110 m   | 32     | 2003  |
| 8    | Park Tower Dainohara                 | 110 m   | 31     | 1995  |
| 10   | Atlas Tower 33                       | 109 m   | 33     | 1993  |
| 11   | NTT Docomo Tohoku Building           | 108 m   | 21     | 2004  |
| 12   | Sendai City Tower Kakyoin            | 107 m   | 29     | 2010  |
| 13   | Kakyoin Square                       | 106 m   | 23     | 1999  |
| 14   | The Residence Ichibancho             | 105 m   | 29     | 2010  |
| 15   | Apple Sendai Towers Building B       | 104 m   | 30     | 2008  |
| 16   | Lions Tower Kotodai                  | 103 m   | 30     | 2009  |
| 16   | Sendai First Tower                   | 103 m   | 23     | 2007  |
| 18   | Mid Place Sendai Tower               | 102 m   | 31     | 2009  |
| 19   | The Lions Jozenji Tower              | 100 m   | 30     | 2011  |